# Ioan C. Agarici
Ioan C. Agarici (n.  1825, Valea lui Bosie, comuna Stroiești, județul Fălciu (azi Vaslui) – d. 27 septembrie 1895, Roman) a fost un om politic, primul primar al orașului Roman.

## Biografie
Ioan C. Agarici s-a născut în familia lui Constantin Agarici și Ecaterina, născută Gherghel. La majorat, anii 1845, Ioan C. Agarici se stabilește în orașul Roman. În anul 1858 a fost numit membru de ședință la Tribunalul Roman. În anul 1864, când s-a introdus noua lege comunală, din inițiativa lui Alexandru Ioan Cuza și Mihail Kogălniceanu, Ioan Agarici a fost ales cel dintâi primar al urbei Roman. În anul 1867 a fost ales deputat, făcând parte din Adunarea Națională până în anul 1879, apoi în Camera de Revizuire din anul 1879 până în 1883. A fost membru al Partidului Liberal, iar în Cameră unul din membrii marcanți, ulterior fiind ales în demnitatea de vicepreședinte al Camerei sub I. C. Brătianu.
A lăsat prin testament Academiei Române bani și casele sale din Moara Grecilor, jud. Vaslui pentru întemeierea unei școli de agricultură ce va purta numele de „Școala Ioan Costache Agarici” din Moara Grecilor. Cursurile școlii s-au deschis la 1 septembrie 1899 și a funcționat cu 30 de elevi, fii de țărani, admiși prin concurs. Această școală de elită avea să fie condusă mulți ani de eminentul inginer agronom Gh. Cotea și a fost vizitată, la 14 iunie 1915 de A.S. Regală Principele Carol. Comunitatea evreiască din Roman consemnează faptul că în timpul cât acesta a fost primar au fost construite un templu și o școală iudaică în această urbe.